# Zygmunt Młot-Przepałkowski
Zygmunt Przepałkowski ps. „Młot” (ur. 17 kwietnia 1893 w Kozienicach, zm. w kwietniu 1940 w Katyniu) – rotmistrz Wojska Polskiego II Rzeczypospolitej, urzędnik administracji państwowej, starosta, ofiara zbrodni katyńskiej.

## Życiorys
Syn Stanisława, inżyniera Kolei Warszawsko-Wiedeńskiej i Marii z Świętalskich urodzony 17 kwietnia 1893. Lata szkolne spędził w Radomiu. Następnie był słuchaczem w Szkole Technicznej Wawelberga i Rotwanda w Warszawie. Podjął studia politechniczne w Liège. W Belgii działał w Związku Walki Czynnej i w oddziale Związku Strzeleckiego. Na przełomie 1913/1914 odbywał przeszkolenia strzeleckie na polskich obszarach. Uczestniczył w czasie wakacji 1914 w różnych formach szkolenia wojskowego.
Po wybuchu I wojny światowej wstąpił do Legionów Polskich. Od 2 sierpnia 1914 służył w Pierwszej Kompanii Kadrowej, z którą ruszył na front 6 sierpnia jako sekcyjny 2 plutonu. W połowie sierpnia 1914 wszedł w skład oddziału płk. Władysława Beliny-Prażmowskiego. Był kilkakrotnie ranny, w tym ciężko w bitwie pod Kostiuchnówką na początku lipca 1916. Był wachmistrzem 4., potem 2. szwadronu 1 pułku ułanów Legionów. Od 5 lutego do 31 marca 1917 roku był słuchaczem kawaleryjskiego kursu oficerskiego przy 1 pułku ułanów w Ostrołęce. Kurs ukończył z wynikiem dostatecznym. Latem tego roku, po kryzysie przysięgowym, został internowany w Szczypiornie. Po zwolnieniu działał w Polskiej Organizacji Wojskowej.
U kresu wojny został przyjęty do Wojska Polskiego i zweryfikowany w stopniu podporucznika kawalerii. W 1918 zgłosił się do powstającej w Lubelskiem konnicy. W szeregach 7 pułku Ułanów Lubelskich walczył w Małopolsce Wschodniej. W kwietniu 1918 w czasie ataku na Baranowicze ponownie został ranny. W sierpniu 1919 został przeniesiony do rezerwy i mianowany komendantem Policji Państwowej na obszarze powiatu siedleckiego, kierując równocześnie ekspozyturą Oddziału II Sztabu Generalnego Wojska Polskiego. Podczas trwającej wojny polsko-bolszewickiej w 1920 ponownie zmobilizowany do 7 pułku i brał udział w słynnej kontrofensywie znad Wieprza. Całą kampanię zakończył w Lidzie. Po wojnie stacjonował ze swym pułkiem w Mińsku Mazowieckim. Został awansowany do stopnia rotmistrza kawalerii ze starszeństwem z dniem 1 czerwca 1919. W 1923 był oficerem zawodowym 24 pułku ułanów w Kraśniku. W 1924 był przeniesiony w stan nieczynny jako przydzielony formalnie do 7 pułku ułanów. Często pełnił służbę przy Komendancie w Sulejówku. W 1926 przeniesiony do 26 pułku Ułanów Wielkopolskich w garnizonie Baranowicze. Został przeniesiony w stan spoczynku 10 marca 1927. Był w ewidencji Okręgu Korpusu Nr III.
Od 1927 pracował w administracji państwowej. Pełnił stanowisko starosty powiatu makowskiego w Makowie Mazowieckim, z którego z dniem 11 września 1929 został mianowany starostą powiatu baranowickiego. Później był starostą powiatu wilejskiego (1932–1934), naczelnikiem wydziału w zarządzie miejskim Warszawy, starostą powiatu przasnyskiego w Przasnyszu (od 1936). Poświęcał się również pracy społecznej, pełniąc funkcję prezesa Związku Legionistów w Wilejce i Przasnyszu oraz Wileńskiej Federacji Polskich Związków Obrońców Ojczyzny.
Jego żoną została Hanna Sowińska, z którą miał syna Adama i córkę Jadwigę (po mężu Fęglerska). 
Po wybuchu II wojny światowej, kampanii wrześniowej i agresji ZSRR na Polskę na terenach wschodnich II Rzeczypospolitej został aresztowany przez Sowietów koło miejscowości Mirogoszcza Mała na Wołyniu. Był przetrzymywany w więzieniach w Dubnie i Łucku, a następnie w obozie dla jeńców polskich w Kozielsku, skąd wysłał dwa listy do rodziny – ostatni nosi datę 16 lutego 1940. Zginął w lesie katyńskim. Na wiosnę 1940 został wywieziony w transporcie z Kozielska do Katynia i rozstrzelany przez funkcjonariuszy Obwodowego Zarządu NKWD w Smoleńsku oraz pracowników NKWD przybyłych z Moskwy na mocy decyzji Biura Politycznego KC WKP(b) z 5 marca 1940. 28 lipca 2000 został pochowany na terenie późniejszego Polskiego Cmentarza Wojennego w Katyniu.

## Ordery i odznaczenia
- Krzyż Niepodległości (12 marca 1931)[8]
- Krzyż Walecznych (czterokrotnie, w tym za zasługi w okresie przynależności do POW (1922))[9]
- Złoty Krzyż Zasługi
- Srebrny Krzyż Zasługi (12 kwietnia 1929)[10]
- Medal Pamiątkowy za Wojnę 1918–1921
- Medal Dziesięciolecia Odzyskanej Niepodległości
- Odznaka „Za wierną służbę”
- Odznaka pamiątkowa 1 Kompanii Kadrowej

## Upamiętnienie
5 października 2007 roku Minister Obrony Narodowej Aleksander Szczygło mianował go pośmiertnie do stopnia majora. Awans został ogłoszony 9 listopada 2007 roku, w Warszawie, w trakcie uroczystości „Katyń Pamiętamy – Uczcijmy Pamięć Bohaterów”.
W ramach akcji „Katyń... pamiętamy” / „Katyń... Ocalić od zapomnienia” Zygmuntowi Przepałkowskiemu poświęcono Dęby Pamięci w Ostródzie i Przasnyszu.
W Przasnyszu ustanowiono ulicę Zygmunta Młot-Przepałkowskiego.